# 檜山郡
- 令制国一覧 > 北海道 (令制) > 渡島国 > 檜山郡
- 日本 > 北海道 > 檜山振興局 > 檜山郡

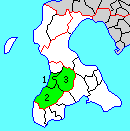
北海道檜山郡の位置（1.江差町 2.上ノ国町 3.厚沢部町）

檜山郡（ひやまぐん）は、北海道（渡島国）檜山振興局の郡。
人口13,746人、面積1,117.78km²、人口密度12.3人/km²。（2025年6月30日、住民基本台帳人口）
以下の3町を含む。
- 江差町（えさしちょう）
- 上ノ国町（かみのくにちょう）
- 厚沢部町（あっさぶちょう）

## 郡域
1879年（明治12年）に行政区画として発足して以来、郡域は上記3町のまま変更されていない。

## 歴史

### 郡発足までの沿革
平安時代末期、源平合戦のころには檜山郡に和人が定着しており、江差にある北海道最古の神社・姥神大神宮は鎌倉時代以前の創建と伝わる。
檜山郡域では室町時代までに道南十二館のうち花沢館・と比石館が築かれていた。花沢館はコシャマインの戦いの際も落城しなかった館のひとつで、松前藩祖・武田信広公はここの客将であった。また、嘉吉3年に開山された上国寺の本堂は、現存する中で北海道最古の建築物である。
江戸時代の檜山郡域は和人地となっており、北前船も江差に寄航していた。陸上交通は、上ノ国から津軽郡方面へは小砂子(ちいさご)山道が、上ノ国から上磯郡の木古内までは木古内山道などが通じていた。当初松前藩領とされていたが、江戸時代後期の文化4年、檜山郡域を含む渡島国域が天領となったのち、文政4年ふたたび松前藩領に復した。
幕末には津軽郡との間に内陸を通る福山 - 上ノ国間山道が開削された。1868年9月から10月にかけ厚沢部の台地に館城が築城され、藩主が松前から移った。しかし、11月旧幕府軍の攻撃にさらされ落城。藩主は熊石へ逃れている。戊辰戦争（箱館戦争）終結直後の1869年、大宝律令の国郡里制を踏襲して檜山郡が置かれた。

### 郡発足以降の沿革
- 明治2年

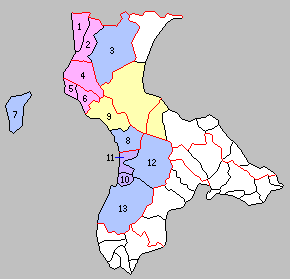
北海道一・二級町村制施行時の檜山郡の町村（10.江差町 11.泊村 12.厚沢部村 13.上ノ国村 紫：江差町 青：区域が発足時と同じ町村）

  - 6月24日（1869年8月1日） - 版籍奉還により松前藩が改称して館藩となる。
  - 8月15日（1869年9月20日） - 北海道で国郡里制が施行され、渡島国および檜山郡が設置される。
- 明治4年
  - 7月14日（1871年8月29日） - 廃藩置県により館県の管轄となる。
  - 11月2日（1871年12月13日） - 第1次府県統合により青森県の管轄となる。
- 明治5年
  - 4月9日（1872年5月15日） - 全国一律に戸長・副戸長を設置（大区小区制）。
  - 9月23日（1872年10月7日） - 開拓使の管轄となる。
  - 10月10日（1872年11月10日） - 4月に設置された区を大区と改称し、その下に旧来の町村をいくつかまとめて小区を設置（大区小区制）。
- 明治9年（1876年）9月 - 従来開拓使において随意定めた大小区画を廃し、新たに全道を30の大区に分ち、大区の下に166の小区を設けた。

- 第10大区
  - 1小区 ： 鰔川村、小黒部村、赤沼村、安野呂村
  - 2小区 ： 鶉村、館村、俄虫村、土橋村、目名村
  - 3小区 ： 柳崎村、伏木戸村、田沢村、泊村
  - 4小区 ： 東新町、北新町、中新町、川原新町、片原町、詰木石町、豊部内町
  - 5小区 ： 九艘川町、中歌町、姥神町、津花町、浜茂尻町
  - 6小区 ： 酒田町、新地裏町、新地町、法華寺町、上野町、佐平治町、弥陀堂町、切石町、影之町
  - 7小区 ： 沢茂尻町、中茂尻町、小平沢町、碇町、寺小屋町、五勝手村
  - 8小区 ： 北村、大留村、上ノ国村
  - 9小区 ： 木之子村、石崎村、汐吹村、小砂子村

- 明治12年（1879年）7月23日 - 郡区町村編制法の北海道での施行により、行政区画としての檜山郡が発足。
- 明治13年（1880年）1月 - 爾志檜山郡役所の管轄となる。
- 明治15年（1882年）2月8日 - 廃使置県により函館県の管轄となる。
- 明治19年（1886年）
  - 1月26日 - 廃県置庁により北海道庁函館支庁の管轄となる。
  - 12月 - 函館支庁が廃止。
- 明治24年（1891年）3月 - 檜山郡外五郡役所（檜山爾志久遠奥尻太櫓瀬棚郡役所）の管轄となる。
- 明治30年（1897年）11月5日 - 郡役所が廃止され、檜山支庁の管轄となる。
- 明治33年（1900年）7月1日 - 北海道一級町村制の施行により、江差26町[1]、五勝手村の区域をもって江差町（一級町）が発足。（1町）
- 明治35年（1902年）4月1日 - 北海道二級町村制の施行により、北村、大留村、上ノ国村、木ノ子村、汐吹村、石崎村、小砂子村の区域をもって上ノ国村（二級村）が発足。（1町1村）
- 明治39年（1906年）4月1日 - 北海道二級町村制の施行により、下記の町村が発足。（1町3村）
  - 厚沢部村（二級村） ← 土橋村、目名村、俄虫村、赤沼村、安野呂村、館村、鶉村（現・厚沢部町）
  - 泊村（二級村） ← 泊村、伏木戸村、柳崎村、鰔川村、小黒部村、田沢村（現・江差町）
- 昭和18年（1943年）6月1日 - 北海道一・二級町村制が廃止され、北海道で町村制を施行。二級町村は指定町村となる。
- 昭和21年（1946年）10月5日 - 指定町村を廃止。
- 昭和22年（1947年）5月3日 - 地方自治法の施行により北海道檜山支庁の管轄となる。
- 昭和30年（1955年）2月11日 - 江差町・泊村が合併し、改めて江差町が発足。（1町2村）
- 昭和38年（1963年）3月10日 - 厚沢部村が町制施行して厚沢部町となる。（2町1村）
- 昭和42年（1967年）3月1日 - 上ノ国村が町制施行して上ノ国町となる。（3町）
- 平成22年（2010年）4月1日 - 檜山支庁が廃止され、檜山振興局の管轄となる。